# 新福利集團
新福利集團有限公司，葡文名稱GRUPO SAN FOK LEI, LIMITADA（簡稱新福利集團）於2004年1月在澳門特別行政區註冊成立，登記編號為：SO18070，總部設在澳門特別行政區。該公司已於2022年在商業及動產登記局註銷，最後一任集團董事局主席為廖僖芸。

## 簡介
新福利集團的前身是創辦於1952年的「澳門福利公共汽車股份有限公司」，經過50多年的發展，在澳門、廣州、新會、佛山、蕪湖等地經營公共汽車服務。目前集團的業務走向多元化，集公共交通、運輸、廣告、科技、房地產、貿易等投資業務於一身。其中，經營公共汽車營運公司有五間，包括澳門新福利公共汽車有限公司、廣州市新福利巴士服務有限公司等企業。集團的經營理念為「以人為本、以客為先」，並以「新福利服務、創新求進步」為企業目標。集團各公司為不斷適應現代公交發展的要求，統一實施ISO 9001：2000國際優質管理體系，推動各地的公交服務進入國際化標準，使公共交通事業的服務質素更加專業化。

## 屬下公司及創立背景
新福利集團屬下公司包括：
1. 澳門新福利公共汽車有限公司：1988年7月18日：承接有40年歷史的澳門福利公共汽車股份有限公司重組而成。
2. 澳門億能旅遊會展項目策劃及服務有限公司：為集旅遊、會展、項目策劃、旅遊包車的公司。
3. CLS公司

### 已脫離集團的公司
1. 廣州市新福利巴士服務有限公司：成立於1993年12月，與廣州市電車公司合資，成為首家進入廣州市的中外合資巴士公司。由於廣州市交通委員會出台公交資源整合措施，由2009年10月1日起易手，由廣州市第二公共汽車公司收購。
2. 江門市新會新福利巴士服務有限公司：成立於1999年7月，是廣東省首家獨資外資公交企業。配合政府當地公交政策，於2010年6月11日起，被广东省江门市汽车运输集团收购。
3. 佛山市新福利巴士服務有限公司：成立於2004年7月，由於多年虧損，由2009年7月1日起易主，由佛山汽運集團收購。
4. 蕪湖市新福利公交有限公司：成立於2004年11月，起初與香港珍寶公司合作。2005年2月因珍寶公司退出，改由新福利集團正式全面接管。2007年再與運泰集團合資成立蕪湖市新福利公交有限公司。2009年9月24日被芜湖市建设投资有限公司收购。

## 重大事件
- 1995年10月23日，集團其下的澳門新福利試行巴士自動收費系統，於3路線試行聰明卡。成了亞洲地區首個使用這種新科技的城市。
- 1997年，集團獲澳門政府批給一幅筷子基林茂塘的土地用作巴士總站及修理廠，及後集團以1.6億澳門元的溢價金把該地段轉到同為廖氏兄弟廖澤雲、廖僖芸旗下的新天康投資股份有限公司名下，該公司其後重點投資於房地產業務，用以興建豪宅海擎天。此舉被部份人士認為是不合理交易，原因是集團持有人本為時任澳門行政長官何厚鏵先父何賢，及後售予廖氏兄弟繼續經營，而廖澤雲亦為澳門行政委員，與何厚鏵關係密切。因而令此次事件引起一些社會議論。[1][2][3] 而澳門特別行政區政府亦發出聲明，解釋當中因由，以正視聽。惟部份立法會議員仍然抗爭，要求政府規定該公司將盈力轉向巴士業務。[4]
- 1999年，澳門新福利公共汽車有限公司獲澳門消費者委員會評為最受市民歡迎的公用事業單位。
- 1999年3月20日，澳門新福利公共汽車有限公司正式推出命名為「澳門通」的自動收費系統，採用由集團屬下公司「康澤科技」經多年不斷研究而自行生產的「無接觸式IC卡自動收費系統」。
- 1999年12月20日起，因原董事會主席何厚鏵出任行政長官一職而不能擔任董事會主席，改由廖澤雲擔任至今。
- 2012年4月，被傳媒揭露透過其妻子向當時競逐香港特首的梁振英捐款[5]。
- 2022年，澳門商業及動產登記局資料顯示，公司正式註銷登記結束業務。

## 外部連結
- 新福利集團-官方網頁
- 澳門新福利公共汽車有限公司-官方網頁 （页面存档备份，存于）